# Polymixis lutea
Polymixis lutea är en fjärilsart som beskrevs av Leo Schwingenschuss 1962. Polymixis lutea ingår i släktet Polymixis och familjen nattflyn. Inga underarter finns listade i Catalogue of Life.